# Kutama (Zimbabwe)
Kutama is een kleine plaats in de Zimbabwaanse provincie Mashonaland West, gelegen in een agrarische omgeving.
Kutama is bekend van St. Francis Xavier College, in de volksmond Kutama College, dat in 2013 in de top 100 van beste Afrikaanse scholen stond. Ook is er een ziekenhuis, het Father O'hea Memorial Hospital.
Ongeveer 10 kilometer ten oosten van de plaats ligt het 11.200 hectare grote Darwendale Recreational Park, met daarbinnen het Lake Manyame. Bijna 3/4 deel van het park wordt in beslag genomen door het meer, waarop men kan varen en vissen. Een deel ter grootte van 3100 ha. is bestemd voor het wild, vooral ongevaarlijke herbivoren. De hoofdstad Harare ligt circa 70 km ten oosten van Kutama.

## Geboren in Kutama
- Robert Mugabe (1924-2019), voormalig president van Zimbabwe